# Сен-Мартен-ле-Сен
Сен-Марте́н-ле-Сейн (фр. Saint-Martin-lès-Seyne, окс. Sant Martin de Sanha) — коммуна во Франции, находится в регионе Прованс — Альпы — Лазурный Берег. Департамент коммуны — Альпы Верхнего Прованса. Входит в состав кантона Сейн. Округ коммуны — Динь-ле-Бен.
Код INSEE коммуны — 04191.

## Население
Население коммуны на 2008 год составляло 20 человек.
| 1962 | 1968 | 1975 | 1982 | 1990 | 1999 | 2006 |
| ---- | ---- | ---- | ---- | ---- | ---- | ---- |
| 52   | 41   | 34   | 29   | 15   | 22   | 20   |

## Экономика
В 2007 году среди 12 человек в трудоспособном возрасте (15—64 лет) 8 были экономически активными, 4 — неактивными (показатель активности — 66,7 %, в 1999 году было 75,0 %). Из 8 активных работало 8 человек (6 мужчин и 2 женщины), безработных не было. Среди 4 неактивных 2 человека были учениками или студентами, 2 — пенсионерами.

## Достопримечательности
- Церковь Сен-Мартен (1866 год)
- Замок (XVIII—XIX века)